# Quercus albescens
Quercus albescens är en bokväxtart som beskrevs av Georges Rouy och Aimée Antoinette Camus. Quercus albescens ingår i släktet ekar, och familjen bokväxter. Inga underarter finns listade.